# Кирклэнд, Бойд
Бойд Дуглас Кирклэнд (англ. Boyd Douglas Kirkland, 11 ноября 1950 — 27 января 2011) — американский телевизионный режиссёр мультипликационных фильмов. Наиболее известен работой над мультсериалом Люди Икс: Эволюция. Другой его известной работой является мультсериал Бэтмен.
Бойд Кирклэнд страдал от идиопатического легочного фиброза и интерстициального заболевания лёгких. Пребывая в реанимации в медицинском центре имени Рональда Рейгана, умер в ожидании трансплантата лёгких 27 января 2011 года.

## Биография
Бойд Кирклэнд родился и вырос в Юте, являясь членом Церкви Иисуса Христа Святых последних дней (Церковь СПД). Получил степень бакалавра в бизнес администрировании в Государственном Колледже Вебера, что находится в Огдене, Юта. Его карьера в анимации началась в 1979 году в качестве художника по макетам. Это эволюционировало в  XAM! Productions, партнерстве, основанном в Солт Лейк Сити и подрядившемся для более крупных студий Лос-Анджелеса. Кирклэнд переехал с семьей в Лос Анджелес в 1985 году.
Кирклэнд публиковал статьи о природе Бога в мормонском понимании. Будучи миссионером по поручению Церкви СПД, Кирклэнд был смущен доктриной Адама-Бога, якобы появившейся в 19 столетии, что привело к тому, что он начал задавать вопросы о текущих официальных учениях церкви. После недолгих безуспешных расспросов и не получив ответов от лидеров церкви, Кирклэнд продолжил собственное исследование вопроса и опубликовав результаты в статьях в Sunstone Magazine Dialogue: A Journal of Mormon Thought и частично в Line Upon Line: Essays on Mormon Doctrine..
Кирклэнд работал продюсер в Attack of the Killer Tomatoes: The Animated Series, а также работал над раскадровкой для фильмов Бросок кобры, Маленький Нимо: Приключения в стране снов, My Little Pony: The Movie и для Звёздный патруль: Легенда об Орине. Он также работал над разными мормонскими мультфильмами компании Living Scriptures, Inc., включая мультфильмы "Спаситель Америки" и "Чудеса Иисуса".

## Примечательные работы

### Люди Икс: Эволюция
Бойд Кирклэнд был продюсером и сценаристом.

### Бэтмен и Мистер Фриз
Бэтмен и Мистер Фриз может рассматриваться как одно из главных достижений Бойда Кирклэнда в создании фильмов. Как сценарист, режиссёр и продюсер фильма, он был центральной частью процесса создания фильма. Это дало ему уникальную возможность сделать фильм таким, каким, по его мнению, фанаты Бэтмена будут наслаждаться и который будут ценить.

### Бэтмен: Маска Фантазма
Кирклэнд был режиссёром и художником по раскадровке в мультфильме Бэтмен: Маска Фантазма.

### Бэтмен
При создании мультсериала Batman: The Animated Series Кирклэнд был режиссёром и сценаристом.

### Мстители: Могучие герои Земли
Бойд Кирклэнд был упомянут в финальных титрах эпизода "Майкл Корвак" сериала Мстители: Могучие герои Земли. Эпизод был посвящён его жизни. Посвящение гласило: "В память о Бойде Кирклэнде, Друге, Отце, Режиссёре, Мстителе."